# Rubus bonus-henricus
Rubus bonus-henricus är en rosväxtart som beskrevs av G. Matzke-hajek. Rubus bonus-henricus ingår i släktet rubusar, och familjen rosväxter. Inga underarter finns listade i Catalogue of Life.